# Paralastor saussurei
Paralastor saussurei är en stekelart som beskrevs av Perkins 1914. Paralastor saussurei ingår i släktet Paralastor och familjen Eumenidae. Inga underarter finns listade i Catalogue of Life.